# 2022年7月逝世人物列表
2022年逝世人物列表：1月 - 2月 - 3月 - 4月 - 5月 - 6月 - 7月 - 8月 - 9月 - 10月 - 11月 - 12月
2022年7月逝世人物列表，是用于汇总2022年7月期间逝世人物的列表。

## 依日期排序

### 31日
- 宋文善，67歲，臺灣知名演藝經紀人，曾擔任小虎隊等藝人的經紀人。[1]
- ，71岁，第二任首领，被美军击毙。[2]
- 阿列克谢·瓦达图尔斯基（烏克蘭語：Олексій Вадатурський），74歲，烏克蘭企業家、億萬富豪，農業公司尼布倫（英语：Nibulon）創辦人暨總裁，與妻子在尼古拉耶夫死於俄軍轟炸。[3]
- 卡立依布拉欣，75岁，马来西亚政治人物，第14任雪兰莪州务大臣，因心脏瓣膜细菌感染病逝。[4][5]
- 约翰·斯坦勒（英語：John Steiner），81岁，英国演员，死於车祸。[6]
- 瓦季姆·巴卡京（俄語：Вадим Бакатин），84岁，苏联政治人物，国家安全委员会主席（1991年）。[7]
- 比尔·拉塞尔（英語：Bill Russell），88歲，美國籃球運動員，曾效力NBA波士頓塞爾提克隊，帶領該隊八連霸。[8]
- 傑克·費里爾（英語：Jackson Fellure），90岁，美国选举常年候选人。[9]
- 陈益寿，91岁，中国经济学家，中国人民大学教授。[10]
- 盛洪声，92岁，中国肾脏病学专家，山东大学齐鲁医院主任医师。[11]
- ，94歲，菲律賓政治人物，第12任總統（1992年－1998年），死於COVID-19併發症。[12]
- 伊恩·尼什（英語：Ian Nish），96岁，英国历史学家，伦敦政治经济学院荣誉教授。[13]
- 宋兰君，96岁，中国抗美援朝老战士，国家二级战斗英雄。[14]

### 30日
- 杨康海，60岁，新加坡律师兼政治人物，人民行动党籍前议员。[15]
- 小林清志（日語：小林 清志），89歲，日本聲優，代表作《魯邦三世》次元大介。[16]
- ，89歲，美國女演員、歌手與配音員，電視劇角色妮歐塔·烏瑚拉饰演者。[17]
- 陳綢，92歲，台灣慈善家。[18]
- 王飞，92岁，中国政治人物，原上海市劳改局局长。[19]
- 帕特·卡羅爾（英語：Pat Carroll），95歲，美國女演員，黄金时段艾美奖喜剧类剧集最佳女配角（英语：Primetime Emmy Award for Outstanding Supporting Actress in a Comedy Series）得主。[20]
- 孟平，98岁，中国军事人物，原总参谋部动员部部长。[21]
- 华山，99岁，中国军事人物，原沈阳军区政治部副主任。[22]

### 29日
- 奧爾加·卡丘拉（俄語：Ольга Качу́ра），52歲，頓涅茨克人民共和國軍事人物，軍銜上校，戰死。[23]
- 梁赐芳，89歲，中國醫生，中国电子喉之父。[24]
- 金永植（韓語：김영식），92岁，韩国政治人物，文教部长官（1988年）。[25]
- 尤里斯·哈特馬尼斯（英語：Juris Hartmanis），94歲，美國理論計算機科學家，图灵奖得主。[26]
- 李成智，99岁，新加坡慈善家。[27]
- 张兴钤，100歲，中國金屬物理學家，中国科学院院士。[28]

### 28日
- 泰利·尼爾（英語：Terry Neill），80岁，北爱尔兰足球运动员。[29]
- 唐由之，96岁，中国中医师，首届国医大师称号获得者，中国中医科学院名誉院长。[30]
- 余家安，年齡不詳，香港電影美術指導師，2011年和2018年香港電影金像獎獲「最佳服裝造型設計」獎。[31]

### 27日
- 朴道春（韓語：박도춘），78岁，朝鲜政治人物，前国防委员会委员。[32]
- 玛丽·艾丽斯（英語：Mary Alice），85岁，美国女演员。[33]
- 赖国泰，88岁，中国政治人物，江苏省政协原副秘书长。[34]
- 刘仁三，104岁，中国政治人物，原北京市崇文区人大常委会主任。[35]
- 許智偉，91岁，台灣教育、外交界人物，曾任彰化師範大學校長、台灣省政府教育廳廳長，中華民國駐丹麥、泰國代表[36]。

### 26日
- 加藤智大（日語：加藤 智大），39歲，日本死刑犯，2008年秋葉原殺人事件主犯，被執行絞刑。[37]
- 赵无畏，89岁，中国工笔画家，重庆师范大学副教授。[38]
- 尤里·奧萊夫（希伯來語：אורי אורלב），91歲，以色列儿童文学作家及翻译家。[39]
- 釋淨空，95歲，台灣宗教人士，知名佛教講經法師。[40]
- 冯增荣，96岁，中国作家，原温州市文教局局长。[41]
- 詹姆斯·洛夫洛克（英語：James Lovelock），103歲，英國環境科學家，曾提出蓋亞假說。[42]

### 25日
- 岛田阳子（日語：島田 陽子），69歲，日本女演員，曾獲得金球獎劇情類劇集最佳女主角。死於大腸癌。[43]
- 戴维·特林布尔（英語：David Trimble），77歲，英国政治人物，北爱尔兰首席部长（1998-2002年），阿尔斯特统一党领袖（1995-2005年），1998年諾貝爾和平獎得主。[44]
- 宋照肃，81歲，中國政治人物，前中共甘肃省委书记。[45]
- 保羅·索維諾（英語：Paul Sorvino），83歲，美國男演員、歌劇演唱家、商人、作家和雕塑家。[46]
- 王世綱，84歲，前中國電視公司節目部經理、《一代女皇》導播、《愛心》主持人。[47]

### 24日
- 蔺玉清，40岁，中国英美文学学者，中国政法大学外国语学院副教授。[48]
- 洪涛，77岁，中国企业人物，原广州港集团有限公司副董事长、总经理。[49]
- 大衛·華納（英語：David Warner），80歲，英國男演員，曾獲得艾美獎有限劇集、選集劇集或電視電影最佳男配角（英语：Primetime Emmy Award for Outstanding Supporting Actor in a Limited or Anthology Series or Movie）。[50]
- 王兴，98岁，中国政治人物，上海市政协副主席（1988年－1993年）。[51]

### 23日
- 2021年緬甸軍事政變後掌政的國家管理委員會，處決人犯[52]：
  - 覺敏友，53歲，缅甸作家、政治犯，88世代學生團成員。
  - 朴泽亚陶，41歲，缅甸Hip Hop藝術家，前众议院议员。
  - 拉妙昂（Hla Myo Aung）
  - 昂杜拉梭 （Aung Thura Zaw）
- 曾兵，52歲，中國政治人物，中國共產黨大連市委員會常務委員兼大連市人民政府副市長。[53]
- 冯雪锐，74歲，香港配音員。[54]
- 鲍勃·拉菲尔森（英语：Bob Rafelson），89歲，美國電影與電視導演、編劇、製片。[55]
- 阮春榮，92岁，越南军事人物，空军司令（1958年－1962年）。[56]
- 孙景华，92岁，中国人民解放军空军中将，原南京军区副司令员。[57]
- 朱紹侯，95歲，中國歷史學家，曾任中國史學會理事。[58]
- 赵永清，104岁，中国军事人物，原成都军区副参谋长。[59]
- 杜漸，88歲，本名李文健，香港小說家。[60]

### 22日
- 斯特凡·紹爾特斯（德語：Stefan Soltész），73歲，奧地利指揮家。[61]
- 大衛·摩爾斯（英語：David Moores），76歲，英國商人，前利物浦足球俱乐部主席。[62]
- 埃米莉·貝奈斯·布熱津斯基（英語：Emilie Benes Brzezinski），90歲，美國雕刻家。[63]
- 皮德源，92岁，中国政治人物，湖南师范大学工程与设计学院原党委书记。[64]
- 罗贝尔·布蒂尼（法語：Robert Boutigny），94岁，法国皮划艇运动员。[65]
- 赵兰香，99歲，中國政治人物，国务院原副总理耿飚夫人。[66]

### 21日
- 李力，51岁，中国影视出品人、制片人。[67]
- 周伟，56岁，中国政治人物，中共甘肃省委常委、秘书长。[68]
- 约尔格·施密特（德語：Jörg Schmidt），61岁，德国皮划艇运动员。[69]
- 约翰尼·伊根（英語：Johnny Egan），83歲，美國篮球运动员。[70]
- ，85歲，德國足球運動員，1960年、1964年及1970年德國足球先生。[71]
- 米兰·德沃夏克（捷克語：Milan Dvořák），87岁，捷克足球运动员。[72]
- 陸懋曾，93歲，中國政治人物，山东省政协原主席、小麦育种专家。[73]

### 20日
- 趙誠俊（韓語：조성준），73岁，韩国政治人物，国会议员（1996年－2004年）。[74]
- 汪传信，77岁，中国政治人物，华中农业大学原副校长。[75]
- 英奇勳爵（英語：The Lord Inge），86歲，英國軍人，陸軍元帥，陸軍總參謀長（1992年－1994年）、國防參謀長（1994年－1997年）。[76]
- 松岡文雄（日語：松岡 文雄），89歲，日本聲優。[77]
- 林世鏗，91岁，中国慈善家，香港慈雲閣永遠主席、揭陽市政協副主席、第九屇廣東省政協委員。[78]

### 19日
- 向求纬，75岁，中国作家，重庆市作家协会原副主席。[79]
- 杨学礼，82岁，中国教育工作者，首都师范大学校长（1997年－2001年）。[80]
- 劉勃舒，86歲，中國國畫家，原中央美术学院副院长、中国美术家协会副主席。[81]
- 朱纯，99岁，中国政治人物，上海黄埔军校同学会原会长。[82]

### 18日
- 陈敬财，57岁，中国企业人物，广东伊之密精密机械股份有限公司董事长。[83]
- 刘志龙，58岁，中国中医师，珠海市中西医结合医院院长。[84]
- 陈勇勤，65歲，中國經濟史學家。[85]
- 郭正凌，79岁，中国政治人物，河南日报社原总编辑。[86]
- 刘思谦，88岁，中国文学评论家，河南大学文学院教授，第七届全国人大代表。[87]
- 克拉斯·歐登伯格（瑞典語：Claes Oldenburg），93歲，瑞典藝術家。[88]
- 張坰淳（韓語：장경순），100岁，韩国政治人物，农林部长（1961年－1963年）。[89]

### 17日
- 陈振东，78岁，中国政治人物，最高人民检察院原监所检察厅厅长。[90]
- 弗朗切斯科·里佐（義大利語：Francesco Rizzo），79歲，義大利足球运动员。[91]
- 杨福家，86岁，中国核物理学家、教育家，中国科学院院士，前复旦大学校长。[92]
- 崔道怡，87歲，中國作家、文學評論家，《人民文學》雜誌原常務副主編，編審，中國作家協會名譽委員。[93]
- 李之朴，87岁，中国政治人物，合肥市人大常委会原副主任。[94]
- 金鍾坤（韓語：김종곤），91岁，韓國海軍將領、外交官，前海軍參謀總長、駐中華民國（台灣）大使。[95][96][97]

### 16日
- 邱宏，59岁，中国数学物理学家，原北京科技大学数理学院院长。[98]
- 肖黛，67岁，中国诗人，青海省作家协会顾问。[99]
- 二代若乃花幹士（日語：2代目 若乃花 幹士），69歲，日本相撲選手，第56代橫綱。[100]
- 曹小定，91歲，中國中西醫結合針刺學家，曾任上海醫科大學教授、博士生導師，中國神經科學學會理事。[101]
- 狄伊·哈克（英語：Dee Hock），93岁，美国企业家，Visa公司创办人。[102]
- 卡洛斯·佩雷斯·德布里西奥（西班牙語：Carlos Pérez de Bricio），94岁，西班牙政治人物，工业部长（1975年－1977年）。[103]

### 15日
- 路易斯·加斯東（葡萄牙語：Luiz Gastão），84歲，巴西政治人物，皇位覬覦者。[104]
- 胡孝勇，84歲，中國气体激光专家。[105]
- 王传友，85岁，中国政治人物，新疆生产建设兵团原党委书记。[106]
- 孟兆禎，89歲，中國風景園林規劃與設計教育家，中国工程院院士。[107]
- 何塞·拉蒙·巴拉格尔（西班牙語：José Ramón Balaguer），90岁，古巴政治人物，卫生部长（2004年－2010年）。[108]
- 吴学志，97岁，中国政治人物，连云港市政协原副主席。[109]

### 14日
- 莊爵安，58岁，台灣政治人物，總統府國策顧問，前中油工會理事長。[110]
- 伊凡娜·川普（英語：Ivana Marie Trump），73歲，捷克裔美國社交名媛與前時裝模特兒，美國第45任總統唐納·川普的第一任妻子。[111]
- 南相福，77岁，中国政治人物，吉林省人大常委会原副主任。[112]
- 于爾根·海因施（德語：Jürgen Heinsch），82歲，德國足球運動員。[113]
- 梁宗琦，85岁，中国真菌学家，原贵州农学院院长。[114]
- 俞肇基，87岁，中国工程物理专家，天津大学原秘书长。[115]
- 肖惠祥，89岁，中国画家，原中央工艺美术学院副教授。[116]
- 徐矛，90歲，中國近代史学者。[117]
- 孙滨，93岁，中國演員，四川人艺艺术家。[118]
- 弗朗西斯科·莫拉萊斯·貝穆德斯（西班牙語：Francisco Morales Bermúdez），100歲，秘魯政治人物，曾任总统（1975年－1980年）、总理（1975年）。[119]

### 13日
- 夏洛特·瓦朗德雷（法語：Charlotte Valandrey），53歲，法國演員，柏林电影节最佳女演员银熊奖得主。[120]
- 日旺·贡觉旦增，74岁，中国政治人物，比如县政协原副主席。[121]
- 张志寿，75岁，中国政治人物，大理市人大常委会原主任。[122]
- 徐正虎，83岁，中国经济学家，上海外国语大学原国际经济贸易管理学院首任院长。[123]
- 黃輝鍠，86歲，台灣小兒科醫師，台南市市長黃偉哲的父親。[124]
- 武建明，92岁，中国政治人物，原中共大同市委台湾工作办公室主任。[125]
- 赵俊，95岁，中国麻醉学家，北京协和医院麻醉科首任科主任。[126]

### 12日
- 布拉姆韦尔·托维（英语：Bramwell Tovey），69歲，英國指揮家，作曲家。[127]
- 刘祖三，81岁，中国政治人物，中共鹰潭市委原书记。[128]
- 楊碧雲，84岁，台灣人，淡水老街阿婆鐵蛋創辦人。[129]
- 陈汉光，90岁，中国环境法学家，武汉大学法学院教授。[130]
- 石川忠久（日語：石川 忠久），90岁，日本中国文学学者，二松学舍大学名誉教授。[131]
- 徐叙瑢，100歲，中國物理學家、發光學家，中国科学院院士。[132]
- 周应德，101歲，中國法学家，四川大学教授。[133]

### 11日
- 中丸紫苑（日語：中丸 シオン），38歲，日本演員，代表作《超人力霸王納克斯》。[134]
- 何塞·吉劳（西班牙語：José Guirao），63岁，西班牙文化产业管理专家，前文化与体育大臣及索菲娅王后国家艺术中心博物馆馆长。[135]
- 曹文生，79歲，中華民國陸軍退役二級上將，曾任總統府侍衛長、憲兵司令、國防部總政戰部主任等職。[136]
- 李全兴，88岁，中国政治人物，广西壮族自治区防城港市人大常委会原副主任。[137]
- 藤井裕久（日語：藤井 裕久），90歲，日本政治人物，曾任眾議員、參議員、財政大臣。[138]
- 蒙提·諾曼（英语：Monty Norman），94歲，英國作曲家，譜寫007詹姆士龐德系列電影主題音樂。[139]

### 10日
- 肖水芳，60岁，中国耳鼻咽喉头颈外科专家，北京大学第一医院耳鼻咽喉头颈外科主任。[140]
- 托马斯·比维斯·安东（西班牙語：Tomás Vives Antón），83岁，西班牙法官，宪法法院副院长（2001年－2004年）。[141]
- 吕文顺，89岁，中国寄生虫学家，中国农业科学院兰州兽医研究所原寄生虫病研究室主任。[142]
- 关友惠，90歲，中國美術家、敦煌学研究专家、敦煌研究院美术研究所原所长。[143]
- 武士嵩，92歲，中華民國陸軍退役中將，曾任國防部總政治作戰部副主任執行官、中華民國足球協會理事長、中華電視公司總經理及董事長、華視文教基金會董事長，著有回憶錄《大漠男兒：武士嵩回憶錄》。在自宅過世。[144]
- 阿爾喬姆·納斯布林（俄語：Артем Насбулин），俄羅斯陸軍少將，第22集團軍參謀長，戰死。[145]

### 9日
- 阿末魯菲，59歲，馬來西亞政論家，病逝。[146][147]
- 张金奎，70歲，中國企業家，天津郁美净集团有限公司原董事长。[148]
- 胡安·罗加（西班牙語：Juan Roca），71岁，古巴篮球运动员。[149]
- 王向峰，89岁，中国文学评论家，辽宁大学教授。[150]
- 王新宇，98岁，中国政治人物，原吉林省广播电视厅副厅长。[151]

### 8日
- 张媛，54岁，中国政治人物，江苏省镇江市人民检察院检察长。[152]
- 黄焕明，59岁，中国企业人物，明发集团董事局主席、江苏省侨商总会会长。[153]
- 安倍晉三（日語：安倍 晋三），67歲，日本政治人物，前首相（第90、96－98任）、內閣官房長官、眾議院議員。遭槍擊不治身亡。[154]
- 若泽·爱德华多·多斯桑托斯（葡萄牙語：José Eduardo dos Santos），79岁，安哥拉政治人物，前总统（1979年－2017年）。在西班牙巴塞隆納病逝。[155]
- 托尼·西里科（英語：Tony Sirico），79歲，美國演員。[156]
- 安赫尔·拉格达米奥（英語：Angel Lagdameo），81岁，菲律宾天主教人物，哈罗总教区大主教（2000年－2018年）。[157]
- 朱典明，86岁，中国政治人物，黑龙江省人大常委会原副主任。[158]
- 张遐龄，86岁，中国政治人物，东莞理工学院首任院长。[159]
- 迈克尔·爱德华·约翰·戈尔（英語：Michael Edward John Gore），86岁，英国政治人物，开曼群岛总督（1992年－1995年）。[160]
- 范海福，88岁，中国晶体学家，中国科学院院士。[161]
- 张志勇，89岁，中国军事人物，原空军工程学院院长。[162]
- 李華德，91歲，中國指挥家，中央音乐学院指挥系原党支部负责人。[163]
- 祝总斌，92岁，中國歷史學家。[164]
- 林放，98岁，中国新闻工作者，河北日报原总编辑。[165]
- 路易斯·埃切韋里亞（西班牙語：Luis Echeverría），100歲，墨西哥政治人物，曾任总统（1970年－1976年）。[166]
- 羅賓·道爾頓（英語：Robin Dalton），101岁，澳大利亚电影制片人。[167]

### 7日
- 陈文辉，53歲，新加坡政治人物，曾任新加坡美术馆馆长。死於中风。[168]
- 姚向林，54岁，中国政治人物，哈尔滨市呼兰区政协原主席。[169]
- 丁祈安，63歲，台灣企業人物，鴻海集團前發言人，死於腦溢血。[170]
- 陈家林，79岁，中国导演，中广联合会电视剧导演委员会原会长、长春电影制片厂导演。[171]
- 吴彩章，86岁，中国新闻工作者，南方日报社原副总编辑。[172]
- 黃鴻釗，88歲，中國歷史學家。[173]
- 朝尾直弘（日語：朝尾 直弘），90岁，日本历史学家，京都大学名誉教授。[174]
- 伊恩·格林（英語：Ian Glynn），94岁，英国生理学家，剑桥大学教授。[175]

### 6日
- 諾拉·文森（英語：Norah Vincent），53岁，美国作家。[176]
- 高巴松，58岁，中国政治人物，西藏自治区农业农村厅党组书记、副厅长。[177]
- 蕭碧村，63歲，台灣導演。[178]
- 雅各布·尼納（英語：Jacob Nena），80岁，密克罗尼西亚政治人物， 总统（1997年－1999年）。[179]
- ，82歲，美國演員。代表作《教父》。[180]
- 黎虎，86歲，中國歷史學家。[181]
- 許勝，91歲，中國人民解放軍陸軍中將，原总后勤部副政治委员。[182]
- 张基德，97岁，中国政治人物，原安徽省冶金工业厅副厅长。[183]
- 邓毅生，99岁，中国政治人物，原浙江省计量局副局长、浙江省新四军研究会副会长。[184]

### 5日
- 穆罕默德·巴尔金多（阿拉伯語：محمد باركينطو），63歲，尼日利亞政治人物，石油輸出國組織秘書長。[185]
- 丹斯里S·苏巴马廉（英语：Subramaniam Sinniah），77歲，馬來西亞政治人物、前国大党副主席、前國會議員、曾任數部門副部長。[186]
- 施兰章，86岁，中国政治人物，曾任上海市市政工程管理局副局长、上海市公路学会理事长。[187]
- 李鎬汪（韓語：이호왕），93歲，韓國病毒學家和流行病學家，1976年首先從黑線姬鼠的肺組織中分離出漢他病毒。[188]
- 吴尧民，96岁，中国政治人物，曾任中共浙江省委统战部部长、第七届全国政协委员。[189]
- 阿尔内·奥曼（瑞典語：Arne Åhman），97岁，瑞典男子田径运动员。[190]

### 4日
- 松崎司（日語：松崎 司），56歲，日本漫畫家，死於心肌梗塞。[191]
- 高橋和希（日語：高橋 和希），60歲，日本漫畫家，代表作《遊戲王》。在沖繩因協助駐日美軍拯救捲入激流的母女而意外身亡。[192][193]
- 賈努斯·庫普切維奇（英语：Janusz Kupcewicz），66歲，波蘭足球运动员，曾代表国家队參加1978年和1982年世界盃。[194]
- 山本厚太郎（藝名：山本コウタロー），73歲，日本男歌手，地球環境學教授。代表作是1970年的《去吧厚太郎》（走れコウタロー）。死於腦出血。[195]
- 米格尔·安赫尔·冈萨雷斯·拉萨罗（西班牙語：Miguel Ángel González Lázaro），83岁，西班牙篮球运动员。[196]
- 克勞狄·胡默斯（葡萄牙語：Cláudio Hummes），87歲，巴西天主教傳教士，天主教司鐸級樞機。[197]
- 理查德·J·伯恩斯坦（英語：Richard J. Bernstein），90岁，美国哲学家。[198]
- 拉塞尔·斯坦纳德（英語：Russel Stannard），90岁，英国物理学家。[199]
- 徐松生，91歲，新加坡医学家，国立大学医院前顾问医生。癌逝。[200]
- 瑞科·康佩特（英语：Remco Campert），92歲，荷蘭小說家、詩人及專欄作家。[201]
- 阿列克谢·斯韦什尼科夫（俄語：Алексей Свешников），97岁，俄罗斯数学物理学家，莫斯科国立大学荣誉教授。[202]

### 3日
- 朱俐靜，40歲，台灣女歌手，作品有《存在的力量》、《快樂美人魚》等。死於乳癌。[203]
- 刘文玺，54岁，中国政治人物，河北省人民政府副省长、河北省公安厅厅长。[204]
- 羅伯·漢拉漢（英语：Robb Hanrahan），60歲，美國電視新聞節目主持人。死於心臟病。[205]
- 王啟先，72歲，台灣籃球運動員及教練，前中華民國籃球協會副秘書長、SBL知名球評。死於癌症。[206]
- 尼古拉·科斯捷奇科（俄語：Николай Костечко），75岁，俄罗斯军事人物，曾任俄军总参谋部情报总局副局长。[207]
- 李彩凤，79岁，中国民族歌唱家，弥渡民歌国家级非物质文化遗产项目代表性传承人。[208]
- 费尔南多·加西亚·德科塔萨尔（西班牙語：Fernando García de Cortázar），79岁，西班牙历史学家。[209]
- 倪匡，87歲，香港作家、編劇及節目主持人，著作有《衛斯理系列》、《原振俠系列》、《女黑俠木蘭花系列》等。[210]
- 羅伯特·柯爾（英語：Robert Curl），88歲，美國化學家，1996年諾貝爾化學獎共同得主。[211]
- 姚应时，98岁，中国力学家，原江苏工学院副教授。[212]

### 2日
- 多田洋祐，40歲，日本企業家，人力銀行Bizreach總裁暨執行長。[213]
- 安迪·戈蘭（英语：Andy Goram），58歲，蘇格蘭足球運動員，位置為守門員。[214]
- 李立新，65岁，中国政治人物，原东北师范大学工会主席。[215]
- 羅啟銳，69歲，香港導演及編劇。[216]
- 蘇珊娜·多斯曼提斯（英语：Susana Dosamantes），74歲，墨西哥女演員。[217]
- 姚璇秋，86歲，中國潮劇演員。[218]
- 王发伯，86岁，中国物理学家，湖南师范大学教授。[219]
- 陈鹏年，87岁，中国音乐理论家，南京艺术学院原副院长，江苏省音乐家协会原主席。[220]
- 彼得·布魯克（英語：Peter Brook），97歲，英國戲劇和電影導演。[221]
- 李昂尼德·史瓦爾茨曼（英语：Leonid Shvartsman），101歲，前蘇聯、白俄羅斯動畫師。[222]

### 1日
- 刘伯勋，41歲，中國演員。[223]
- 扎赫约·库莫罗，64歲，印度尼西亞政治人物，歷任國會議員、內政部長、提高國家機構效率與行政改革部長等職。[224]
- 理查德·塔鲁斯金（英語：Richard Taruskin），77岁，美国音乐学家、音乐评论家。[225]
- 赵燕曾，88岁，中国气象学家，原中国科学院地球物理研究所激光大气遥感探测研究室主任。[226]
- 潘荣文，91岁，中国妇产科医师，原第二军医大学第二附属医院副院长（1983年－1998年）。[227]
- 野村昭子，95歲，日本演員。[228]
- 富久正二（日語：富久 正二），105歲，日本短跑運動員，2017年以百岁高龄成為世界上最年长的短跑運動員。[229]